# Need for Speed: Most Wanted
Need for Speed: Most Wanted è un videogioco di guida della EA Games uscito nel novembre 2005, facente parte della serie Need for Speed. Il gioco non rinuncia all'atmosfera da "pirata della strada", ancora cara ai giocatori, ma cerca di differenziarsi prendendo in prestito il tema portante di un vecchio episodio della serie: gli inseguimenti con le forze dell'ordine, cardine di Need for Speed III: Hot Pursuit (uscito nel 1998, è stato il primo della serie a sfruttare l'accelerazione 3D tramite le librerie Direct3D). Inoltre, ritorna in pianta stabile lo storico punto di forza della serie, messo da parte nei due precedenti titoli, le supercar. Nel 2012 è stato creato un remake per console di nuova generazione e PC dal titolo omonimo, pubblicato sempre da Electronic Arts ma sviluppato da Criterion Games.
Need for Speed: Carbon è il sequel di Most Wanted.

## Trama
La storia del gioco inizia con un flashback: il giocatore, appena arrivato a Rockport City, vuole farsi un nome nella città e affronta tre gare contro tre dei piloti più veloci e con una certa taglia sulla testa in città. Dopo queste tre gare, che hanno soprattutto lo scopo di far prendere dimestichezza al giocatore con i controlli di gioco, ha inizio la trama vera e propria. Il giocatore, dopo aver gareggiato per conquistare un po' di rispetto, sfida Razor (interpretato da Derek Hamilton), l'antagonista principale della trama e il 15° della Blacklist (una lista con i 15 piloti più veloci e con la taglia più grande della città), mettendo in palio la chiave e il libretto dell'auto del perdente. Prima della gara l'auto del giocatore viene sabotata di nascosto, rendendo quindi impossibile la sua vittoria. Dopo che la velocissima BMW M3 GTR, di proprietà del giocatore, viene presa da Razor, il giocatore viene arrestato da un poliziotto che già in passato aveva dimostrato antipatia per il giocatore graffiandogli la BMW: il sergente Cross (interpretato da Dean McKenzie), il secondo antagonista della storia, accompagnato da un'assistente (interpretata da Simone Bailly).
Dopo alcuni mesi passati dietro le sbarre, il giocatore esce di galera in quanto considerato non colpevole (dato che non ha più l'auto). A questo punto, per riconquistare la sua auto ed il rispetto perduto, ma soprattutto per vendicarsi di Razor, ora diventato il pilota più temuto di tutta la città, con una taglia colossale di 10 milioni di dollari, il protagonista dovrà tentare la scalata della Blacklist avvalendosi dell'aiuto di Rog (interpretato da André Sogliuzzo), un altro pilota amico del protagonista, e Mia, una donna misteriosa, interpretata dalla modella e attrice Josie Maran, guest star del gioco.
La trama si sviluppa a partire dalla necessità di sconfiggere i 15 componenti della Blacklist così da arrivare al numero uno, Razor, il pilota che ha conquistato la BMW del protagonista. Durante la scalata si presenteranno non pochi inconvenienti: la Blacklist, infatti, viene perlopiù utilizzata dai piloti per dimostrare il proprio "valore"; essere maggiormente ricercati è quindi indice di bravura. Prima di affrontare ognuno dei 15 piloti, perciò, il giocatore dovrà: aumentare la propria taglia, una somma di denaro messa in palio dalla polizia per incentivare la cattura di un pilota, causando infrazioni e sfuggendo agli inseguimenti; vincere un certo numero di gare tra quelle scelte dal pilota della Blacklist; eseguire alcune "pietre miliari", particolari record del pilota della Blacklist da superare durante un inseguimento della polizia. Soddisfatti i requisiti, che variano a seconda del pilota sfidato, si procede ad un duello per determinare chi è il migliore, che si svolge con due o più gare a scelta dello sfidato; il giocatore dovrà vincerle tutte. Battuto l'avversario è quindi possibile selezionare due fra i sei segnalatori proposti: i segnalatori sono dei bonus che nascondono diversi premi, fra cui denaro, permessi di uscire di carcere, slot aggiuntivo per sequestro extra, pezzi speciali come parti estetiche, elaborazioni e grafiche personalizzate, e se si è fortunati anche il libretto di circolazione dell'auto avversaria (ovvero l'auto stessa del pilota, già parzialmente elaborata e con un'aerografia unica applicata).
Si arriva, dopo aver battuto i primi 14 piloti della Blacklist, a Razor. Dopo averlo sconfitto lui si rifiuta di riconsegnare le chiavi della BMW al protagonista ma in quel momento interviene Mia, che "ruba" le chiavi da Razor, venendo poi attaccata da quest'ultimo. Per difendersi riesce a metterlo fuori gioco, ma dopo è costretta a rivelarsi una poliziotta sotto copertura. Il giocatore adesso deve scappare dai poliziotti e dal sergente Cross, che stavano giungendo in quel momento. L'ultima scena, che viene dopo l'inseguimento da parte di tutto il dipartimento di polizia di Rockport, mostra il giocatore che si salva saltando da un vecchio ponte, mentre la gran parte dei poliziotti non riesce a saltare, eccetto Cross che preme i freni giusto in tempo, salvandosi. Il giocatore alla fine viene inserito nella lista dei più ricercati e Cross lo inseguirà in un canyon diretto verso Palmont City su Need For Speed: Carbon. 

### Need for Speed: Most Wanted PSP
Nella versione PSP la trama è quasi la stessa solo che, a differenza della versione originale:
- è scomparsa l'esplorazione in città;
- alcune auto dei piloti della Blacklist non sono presenti;
- gli inseguimenti si possono fare solo nei circuiti;
- la BMW M3 GTR non ha la stessa livrea originale;
- non è presente l'inseguimento finale;
- il parco auto è molto limitato ma sono presenti le sfide di poliziotti, dove si deve fare la parte del poliziotto, catturare i pirati della strada e vincere tre vetture della polizia.

## Modalità di gioco
Rispetto ai precedenti episodi si nota un miglior dettaglio grafico, dovuto a una miglior accelerazione 3D e al rinnovato motore grafico. Cambia la modalità di personalizzazione della propria auto: in Need For Speed: Underground 2 i componenti acquistabili erano più vari e distribuiti in più negozi, mentre in Most Wanted è disponibile un solo negozio. Altri cambiamenti relativamente importanti sono dovuti dall'introduzione del tempo rallentato, ovvero una specie di simulazione dello stato psichico dei piloti durante momenti concitati: l'auto infatti si muoverà al rallentatore mentre il resto del traffico rimarrà "congelato". L'N2O, anziché ricaricarsi eseguendo mosse particolarmente rischiose o spettacolari (come avveniva in Underground 2), si ricarica durante la guida, tanto più velocemente quanto più aumenta la velocità dell'auto: andando contromano la ricarica sarà quindi più rapida.
Un'altra novità è la reintroduzione della polizia, rimossa a partire da Hot Pursuit 2 e divisa in 6 livelli di priorità: "Polizia cittadina", "Polizia cittadina in borghese", "Polizia statale", "Polizia statale in borghese", "Polizia Federale" e "Polizia Federale in Borghese". Quest'ultima appare unicamente durante l'inseguimento finale. Inoltre, per facilitare la fuga, ostacolata ad alti livelli di priorità da strisce chiodate, posti di blocco con mezzi blindati ed elicotteri, sono stati introdotti degli "spezza-inseguimento", ossia degli oggetti che si possono distruggere per rallentare o danneggiare pesantemente le auto che inseguono il giocatore, siano esse della Polizia o di piloti rivali. Gli spezza-inseguimento possono essere benzinai, silos contenenti acqua, impalcature dei lavori, cartelloni pubblicitari e via di seguito: non è possibile però gareggiare come poliziotto.
Oltre alla modalità carriera è disponibile anche la "serie sfide", dove sono presenti 68 eventi, divisi equamente in gare tra caselli autostradali e inseguimenti con la polizia: in questi ultimi, prima di sfuggire alle forze dell'ordine, bisogna completare degli obiettivi. Il parco auto risulta vasto e comprende macchine truccate, mezzi civili, auto della polizia e mezzi non utilizzabili nel gioco. Se le sfide vengono completate si sbloccano due nuove macchine, una Porsche 911 GT2 e una Mercedes-Benz SL 65 AMG. Tra le auto, l'Italia torna a essere rappresentata con le Lamborghini Murciélago e Gallardo e con un mezzo più tranquillo, la Fiat Grande Punto.

## Ambientazione
La trama del videogioco è ambientata nella città immaginaria di Rockport City, ispirata a varie città del Nord America come New York, Boston e Chicago. Nell'intera mappa sono presenti diverse scorciatoie, che il giocatore può usare a suo vantaggio contro altri piloti o la polizia.
La città si suddivide in 3 quartieri principali:
- Rosewood, l'unico quartiere accessibile all'inizio, prima di battere il 13° membro della Blacklist. È in stile New England, con alberi e parchi, ed è costituito da un campo da golf, in cui si può anche entrare con la macchina, un grande parco, un'università, uno stadio da baseball e una parte con case e negozi.
- Camden Beach, il quartiere costiero. È il più grande e comprende un vecchio porto commerciale in cui ci si può sbizzarrire in acrobazie all'insaputa dei portuali, una zona industriale con salitone tipo San Francisco, e una zona collinare con un campeggio. È stato l'unico quartiere disponibile anche nella Beta.
- Downtown Rockport, che si sblocca battendo Earl. È la zona del centro, ispirata a New York. Comprende una zona con grattacieli e cartelloni pubblicitari, in cui è anche presente una copia della celebre Times Square di New York, un piccolo parco pieno di nascondigli, Little Italy, tappezzata di festoni verdi, bianchi e rossi, e uno stadio di football.

A sud di Camden Beach c'è anche un isolotto con un faro, chiamato Beacon Point. Tutta la città è attorniata da una capillare rete autostradale.

## Piloti avversari della Blacklist
| Nº | Pilota            | Soprannome | Automobile                 |
| -- | ----------------- | ---------- | -------------------------- |
| 1  | Clarence Callahan | "Razor"    | BMW M3 GTR                 |
| 2  | Toru Sato         | "Bull"     | Mercedes-Benz SLR McLaren  |
| 3  | Ronald McCrea     | "Ronnie"   | Aston Martin DB9           |
| 4  | Joe Vega          | "JV"       | Dodge Viper SRT10          |
| 5  | Wes Allen         | "Webster"  | Chevrolet Corvette C6      |
| 6  | Hector Domingo    | "Ming"     | Lamborghini Gallardo       |
| 7  | Kira Nakazato     | "Kaze"     | Mercedes-Benz CLK 500      |
| 8  | Jade Barrett      | "Jewels"   | Ford Mustang GT            |
| 9  | Eugene James      | "Earl"     | Mitsubishi Lancer Evo VIII |
| 10 | Karl Smit         | "Baron"    | Porsche Cayman S           |
| 11 | Lou Park          | "Big Lou"  | Mitsubishi Eclipse         |
| 12 | Isabel Diaz       | "Izzy"     | Mazda RX-8                 |
| 13 | Victor Vazquez    | "Vic"      | Toyota Supra               |
| 14 | Vince Kilic       | "Taz"      | Lexus IS 300               |
| 15 | Ho Seun           | "Sonny"    | Volkswagen Golf GTI        |

## Parco Auto
- Aston Martin DB9 (Auto di Ronnie)
- Audi A3
- Audi A4
- Audi TT 3.2 quattro
- BMW M3 GTR (Auto del protagonista ed auto secondaria di Razor)
- BMW M3 GTR Street Version (Disponibile solo nella Black Edition del gioco)
- Cadillac CTS
- Chevrolet Camaro SS 1967 (Disponibile solo nella Black Edition del gioco)
- Chevrolet Corvette C6 (Auto del Serg. Cross e di Webster)
- Chevrolet Corvette C6.R
- Chevrolet Cobalt SS
- Dodge Viper SRT-10 (Auto di JV)
- Fiat Grande Punto
- Ford GT
- Ford Mustang GT (S-197) (Auto iniziale di Razor e di Jewels)
- Lamborghini Gallardo (Auto di Ming)
- Lamborghini Murciélago
- Lexus IS 300 (Auto di Taz)
- Lotus Elise
- Mazda RX-7
- Mazda RX-8 (Auto di Mia e Izzy)
- Mercedes CLK 500 (Auto di Kaze)
- Mercedes SL 500
- Mercedes-Benz SL65
- Mercedes-Benz SLR McLaren (Auto di Bull)
- Mitsubishi Eclipse GT (Auto di Big Lou)
- Mitsubishi Lancer Evolution VIII (Auto di Earl)
- Pontiac GTO
- Porsche 911 Carrera S
- Porsche 911 GT2
- Porsche 911 Turbo
- Porsche Carrera GT
- Porsche Cayman S (Auto di Baron)
- Renault Clio V6
- Subaru Impreza WRX STI
- Toyota Supra (Auto iniziale di Ronnie e di Vic)
- Vauxhall Monaro VXR
- Volkswagen Golf GTI (Mk V) (Auto di Sonny)

Nelle console portatili il parco auto è più limitato:

### Parco auto nella PSP
- Audi TT (auto di Jewels)
- BMW M3 GTR 1 (auto di Ronnie, stessa livrea della GTR della versione normale)
- BMW M3 GTR 2 (auto di Razor e del protagonista, dotata di livrea blu, bianco e rosso con scritta Moto GTR e impossibile da modificare)
- Chevrolet Cobalt SS (auto di Vic)
- Chevrolet Corvette C6 (auto di Kamikaze)
- Ford GT (auto di JV)
- Ford Mustang GT (auto di Baron)
- Lamborghini Gallardo (auto di Webster)
- Mazda 3 (auto di Taz)
- Mazda RX-8 (auto di Izzy)
- Mitsubishi Eclipse GT (auto di Big Lou)
- Mitsubishi Lancer Evo VIII (auto di Earl)
- Porsche Carrera 4S (auto di Ming)
- Porsche Carrera GT (auto di Toru Sato)
- Subaru WRX STI Sedan
- Volkswagen Golf GTI (auto di Sonny)

### Parco auto nel GBA e Nintendo DS
- Audi TT (auto di Zoe)
- BMW M3 GTR (auto di Razor e del protagonista)
- Chevrolet Cobalt SS (auto di Nick F)
- Chevrolet Corvette C6 (auto di Webster)
- Ford GT (auto di Terry)
- Ford Mustang GT (auto di Baron)
- Lamborghini Gallardo (auto di Orca)
- Lexus IS 300 (auto di Taz)
- Lotus Elise (auto di Sassy)
- Mazda RX-8 (auto di Izzy)
- Mitsubishi Eclipse GT (auto di Big Lou)
- Mitsubishi Lancer Evo VIII (auto di Earl)
- Porsche Carrera GT (auto di Murff)
- Subaru WRX STI Sedan (auto di BBB)
- Volkswagen Golf GTI (auto di Ender)

## Colonna sonora
Come negli altri titoli della serie di Need for Speed, la colonna sonora di Need for Speed: Most Wanted comprende molte canzoni, il cui genere varia dal metalcore all'elettronica, spaziando per rap e rock. Durante gli inseguimenti la tracklist è sostituita da una colonna sonora interattiva, composta da Chris Vrenna.
1. Styles of Beyond - Nine Thou (Superstars Remix) (3:49)
2. T.I. Presents The P$C - Do Ya Thang (4:05)
3. Rock - I Am Rock (3:23)
4. Suni Clay - In A Hood Near You (3:59)
5. The Perceptionists - Let's Move (2:55)
6. Juvenile - Sets Go Up (3:37)
7. Hush - Fired Up (3:18)
8. DJ Spooky and Dave Lombardo - B-Side Wins Again feat. Chuck D (4:31)
9. Celldweller feat. Styles of Beyond - Shapeshifter (3:17)
10. Lupe Fiasco - Tilted (3:25)
11. Ils - Feed The Addiction (3:54)
12. Celldweller - One Good Reason (3:24)
13. Hyper - We Control (2:54)
14. Static-X - Skinnyman(Gnegnegnegnegna) (3:23)
15. Dieselboy + Kaos - Barrier Break (6:27)
16. Disturbed - Decadence (3:18)
17. The Prodigy - You'll Be Under My Wheels (3:53)
18. The Roots and BT - Tao Of The Machine (Scott Humphrey's Remix) (3:06)
19. Stratus - You Must Follow (Evol Intent VIP) (3:55)
20. Mastodon - Blood And Thunder (3:41)
21. Evol Intent, Mayhem & Thinktank - "Broken Sword" (5:59)
22. Bullet for My Valentine - Hand Of Blood (3:17)
23. Paul Linford and Chris Vrenna - The Mann (3:28)
24. Avenged Sevenfold - Blinded In Chains (5:55)
25. Jamiroquai - Feels Just Like It Should (Timo Maas Remix) (3:00)
26. Paul Linford and Chris Vrenna - Most Wanted Mash Up (3:34)